# Mihály Fazekas
Mihály Fazekas (Debrecen, 6 gennaio 1766 – Debrecen, 23 febbraio 1828) è stato uno scrittore ungherese.
Per sette anni fu un soldato semplice, per poi diventare un ufficiale ussaro. Studioso di botanica, compose diversi poemi, in cui esprimeva il suo ribrezzo nei confronti della guerra e della violenza e metteva in evidenza le ingiustizie sociali. Tra di essi, il più celebre fu Mattia delle oche (in originale Lúdas Matyi), scritto nel 1804 in collaborazione con Sámuel Diószegi.
Nella casa al numero 58 di via Piac a Debrecen, dove visse per molto tempo, è ancora presente una targa commemorativa in suo onore.